# Reakční rychlost
Reakční rychlost je definována jako množství chemické sloučeniny, které vznikne nebo zanikne (v molech nebo jednotkách hmotnosti) v jednotce objemu za jednotku času. Znalost této veličiny je velmi důležitá v mnoha oblastech chemie, např. v chemickém inženýrství. Reakční rychlost studuje chemická kinetika, což je obor fyzikální chemie.

## Faktory ovlivňující reakční rychlost

### Teplota
Zahřátím reakční směsi je do systému dodána energie, což vede ke zvýšení rychlosti reakce. Vliv teploty na rychlost reakce popisuje Arrheniova rovnice.
{\displaystyle k=Ze^{\frac {-E_{a}}{RT}}}
Kde k je rychlostní konstanta, Z je frekvenční faktor (konstanta, která vyjadřuje pravděpodobnost, s jakou dojde k účinné srážce reagujících molekul), Ea je aktivační energie, R je molární plynová konstanta a T je termodynamická teplota.

### Koncentrace
S rostoucí koncentrací roste i pravděpodobnost účinné srážky reagujících molekul.

### Tlak
Pokud je alespoň jeden reaktant plynný, lze rychlost reakce ovlivnit změnou tlaku. Příčina je stejná jako u koncentrace, zvýšením tlaku se zvýší pravděpodobnost srážky molekul.

### Světlo
Světlo může ovlivnit rychlost nebo mechanismus některých reakcí. Příkladem takové reakce může být chlorace methanu (radikálová substituce), která je velmi pomalá, pokud je prováděna ve tmě. Na světle je mnohem rychlejší (radikály chloru vznikají díky ultrafialovému záření) - probíhá explozivně.

### Řád reakce
Řád reakce má nezanedbatelný vliv na rychlost reakce. Stanovuje se experimentálně, na základě měření závislosti reakční rychlosti na koncentracích reaktantů. Pro většinu jednoduchých reakcí je celočíselný.

### Katalyzátor
Přítomnost katalyzátoru zvyšuje reakční rychlost. Tento jev je způsoben změnou mechanismu reakce, katalyzátor mění reakční koordinátu reakce.

### Velikost povrchu
U reakcí, které probíhají na povrchu, jako je například heterogenní katalýza, lze zvětšením aktivního povrchu, pomocí drsnosti nebo zvýšením poměru povrchu ku objemu, když se látka rozmělní například na nanočástice, podstatně zvýšit reakční rychlost.

## Rychlostní rovnice
Rychlost obecné reakce
n A + m B → C + D
lze popsat pomocí rychlostní rovnice, která má pro tuto reakci tvar:
{\displaystyle {\frac {d[C]}{dt}}=k(T)[A]^{n'}[B]^{m'}}
Pro reakce probíhající v kapalné nebo plynné fázi značí zápis [X] koncentraci látky X. Pro reakce probíhající na rozhraní fází se jedná o počet molů látky na jednotku plochy. V případě plynů lze koncentraci nahradit parciálním tlakem daného plynu. k(T) je rychlostní konstanta. Exponenty n a m odpovídají řádu reakce a závisí na reakčním mechanismu.